# Château de l'Échasserie
Le château de l'Échasserie est un ancien château fort, datant des XIe et XIIe siècles, avant-poste des défenses de Tiffauges, aux limites des marches de Bretagne, marches d'Anjou et marches du Poitou, sur la commune de La Bruffière.

## Toponymie
Le nom l'Échasserie vient d'un terme gallo-romain signifiant « la chaussée ».

## Histoire
Le château primitif n'était qu'un donjon de bois protégé par un fossé et entouré d'une palissade, le long de la voie romaine reliant Tiffauges (Tephalus) à Saint-Georges-de-Montaigu (Durivum), pour parer aux invasions normandes, puis, au XIe siècle, il devient un édifice en pierres.
La famille Sauvage de Cugand, du Pin-Sauvage, en est propriétaire en 1235 et Guillaume Sauvage, fait une donation aux Templiers de la Madeleine (de Clisson) sur ses revenus.
La famille Charbonneau, alliée de nobles familles du Poitou, s'y installe en 1250, jusqu'en 1738, où il entre dans la famille Servanteau de La Brunière, armateurs aux Sables-d'Olonne.
Charles André Augustin Marie Servanteau de l'Échasserie, ancien chevau-léger de la garde du Roi, élu maire de la Bruffière au début de la Révolution, est mis à mort puis enroché (enterré clandestinement, sans cérémonie) par les antirévolutionnaires de son village, à cause de son comportement équivoque, le 13 mars 1793. Jouant sur les deux tableaux, se disant Révolutionnaire, il donnait des informations aux Bleus, tandis que, se faisant passer pour Rebelle, il renseignait les Blancs.

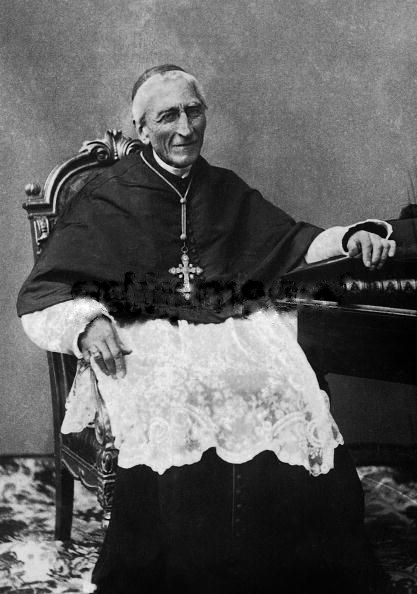
François Richard de La Vergne.

En octobre 1793, Kléber, menant une expédition punitive le détruit par le feu, ainsi que presque toutes le habitations de La Bruffière situées entre Saint-Symphorien et l'Échasserie. Seule une des tours reste debout.
En 1806, le domaine devient la propriété de Louis Richard de la Vergne. Son fils, François Richard de La Vergne, 131e archevêque de Paris (achèvement et consécration du Sacré-Cœur de Montmartre), en hérite. Son statut de cardinal ne lui permettant pas d'avoir de descendance, la transmission de ces biens se fait par les femmes de la famille  : Couespel du Mesnil, de Quatrebarbes, et actuellement, du Rosel de Saint-Germain.
Par arrêté du 20 octobre 1971, les façades et toitures de la tour carrée, de la tour du guet et de la tour chandelier sont inscrits à l'inventaire supplémentaire des monuments historiques.

## Description
Le château est un polygone irrégulier à cinq côtés, aux angles duquel il y avait cinq tours (nord-est, sud-est, sud, sud-ouest et nord-ouest) : deux carrées (s, s-o) et trois rondes (n-o, n-e, s-e).
- Il n'en reste plus que quatre :
  - au nord-est, la Tour au chandelier est caractéristique et rare par sa toiture, dite en chandelier. La charpente et sa couverture sont refaites au début des années 1980 et remises en place, d'un seul tenant (17 t), par une grue, en 1983. La couverture, dans sa partie supérieure, comporte quatre fleurs de lys. Le tout est surmonté d'une girouette, allégorie de Louis XIV, le Roi Soleil ;
  - au sud-est, la Grosse tour ronde, ou Tour du guet, seule rescapée de l'incendie de 1793, est accolée au nouveau logis. Elle possède des créneaux et des mâchicoulis comblés, et a été couverte au XVIIe siècle. Sa particularité est un escalier en colimaçon conique : plus l'on monte, plus son diamètre diminue et plus la hauteur des marches augmente, afin de fatiguer et de gêner celui qui tente de prendre d'assaut le dernier étage ;
  - au sud, la Grosse tour carrée n'existe plus ;
  - au sud-ouest, la Tour carrée est séparée de la chapelle par une poterne donnant sur les douves. Elle date du XIVe siècle. Elle possède une fenêtre de tir, en mâchicoulis, dirigée sur la douve de l'ancien logis ;
  - au nord-ouest, la Tour ronde est arasée à quelques mètres du sol.

Les deux tours carrées encadraient le logis, détruit, dont il ne subsiste que la cheminée du rez-de-chaussée, à l'extérieur de la tour sud-ouest.
L'édifice est protégée par des douves pleines d'eau, larges de 10, 15 et 20 m, selon les endroits, qui le ceignent dans son intégralité, encore actuellement.
L'entrée principale se fait par un pont de pierres, à l'est, enjambant le fossé. La grille, remplaçant un portail de bois, est en fer forgé, et a été achetée à Nantes, à la suite du démontage d'un hôtel particulier du XIXe siècle. Ses pointes sont des fleurs de lys.
Le logis seigneurial date du début du XIXe siècle. Il a été construit avec les pierres de l'ancien logis, détruit, qui se trouvait au sud, entre les tours carrées.
De la chapelle, détruite pendant a Révolution, il ne subsiste qu'une croix et une stèle, accrochées au mur le la tour carrée. Au XIXe siècle, de la Vergne en fait édifier une nouvelle, en lieu et place de la précédente.
Les écuries, à l'ouest, et la courtine, au nord, datent aussi du XIXe siècle.
Le logis, la chapelle et les tours sont couverts d'ardoises alors que les dépendances intérieures et extérieures sont couvertes de tuiles.
Deux autres ponts, plus étroits, donnent accès aux terres, l'un au sud, l'autre au nord.
Transformées en habitations, les dépendances extérieures s'étendent, au nord et au sud du château. Celles du sud sont appelées le Chenil.

## Galerie

La cour
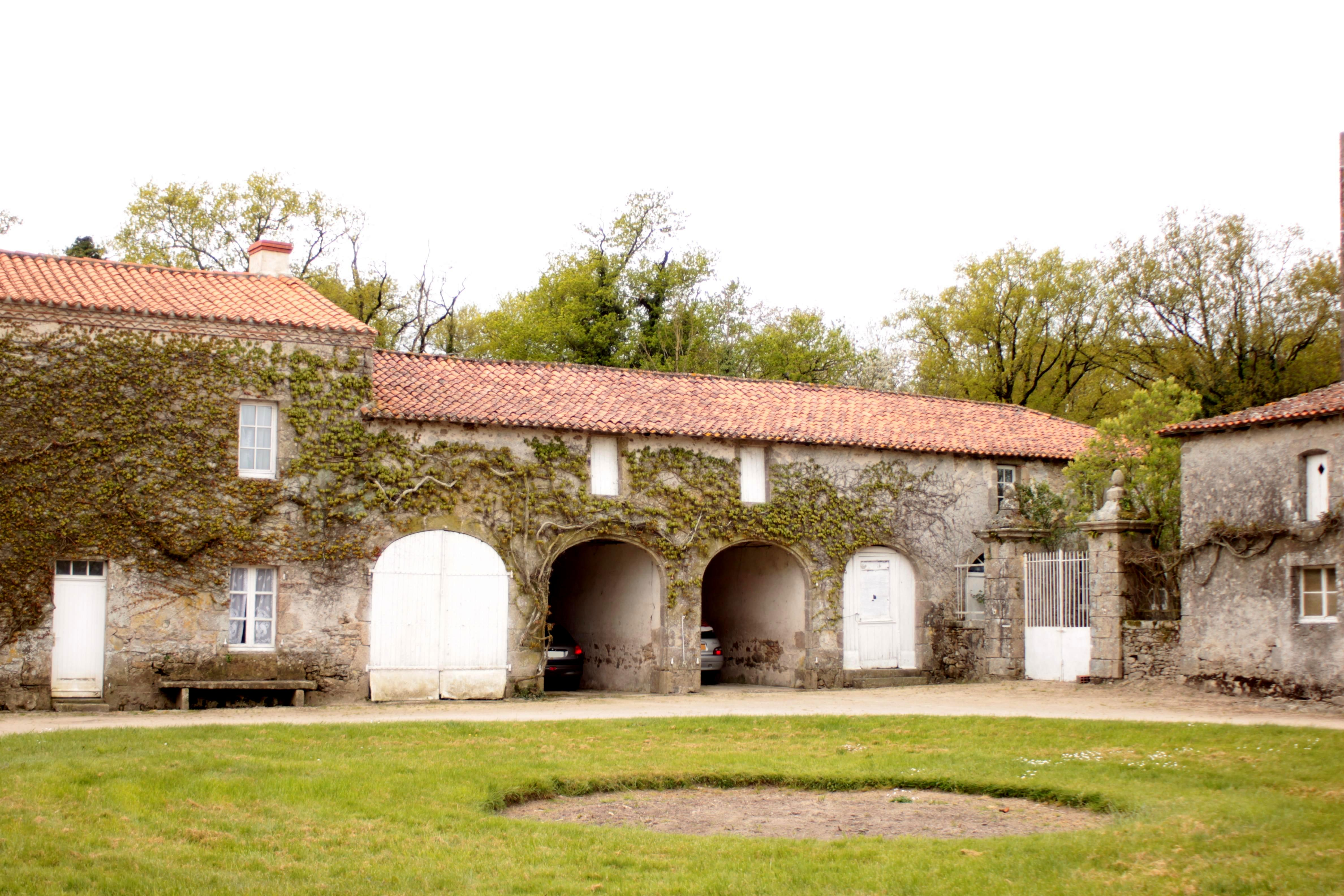
Dépendances intérieures.
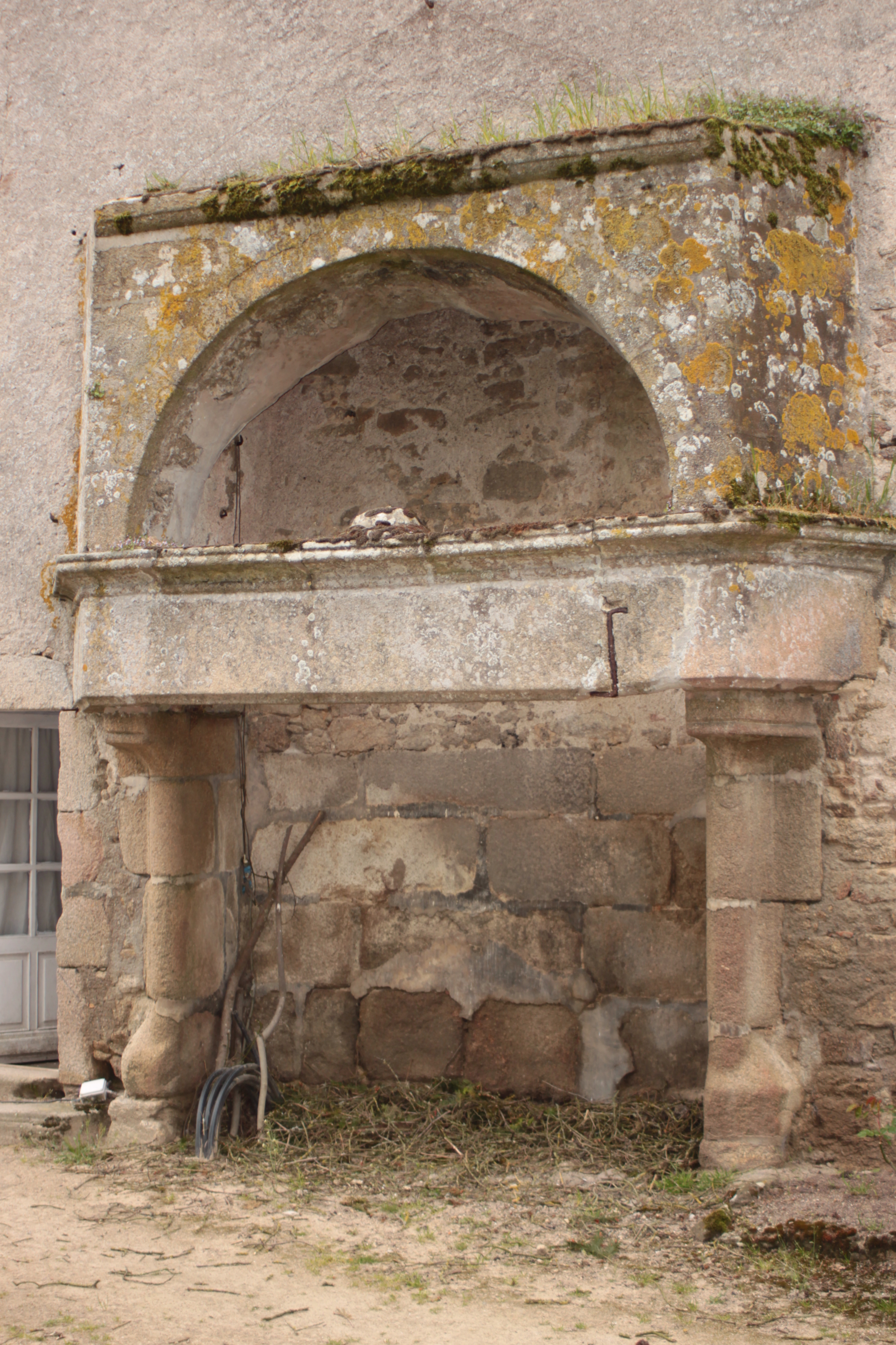
Cheminée de l'ancien logis.
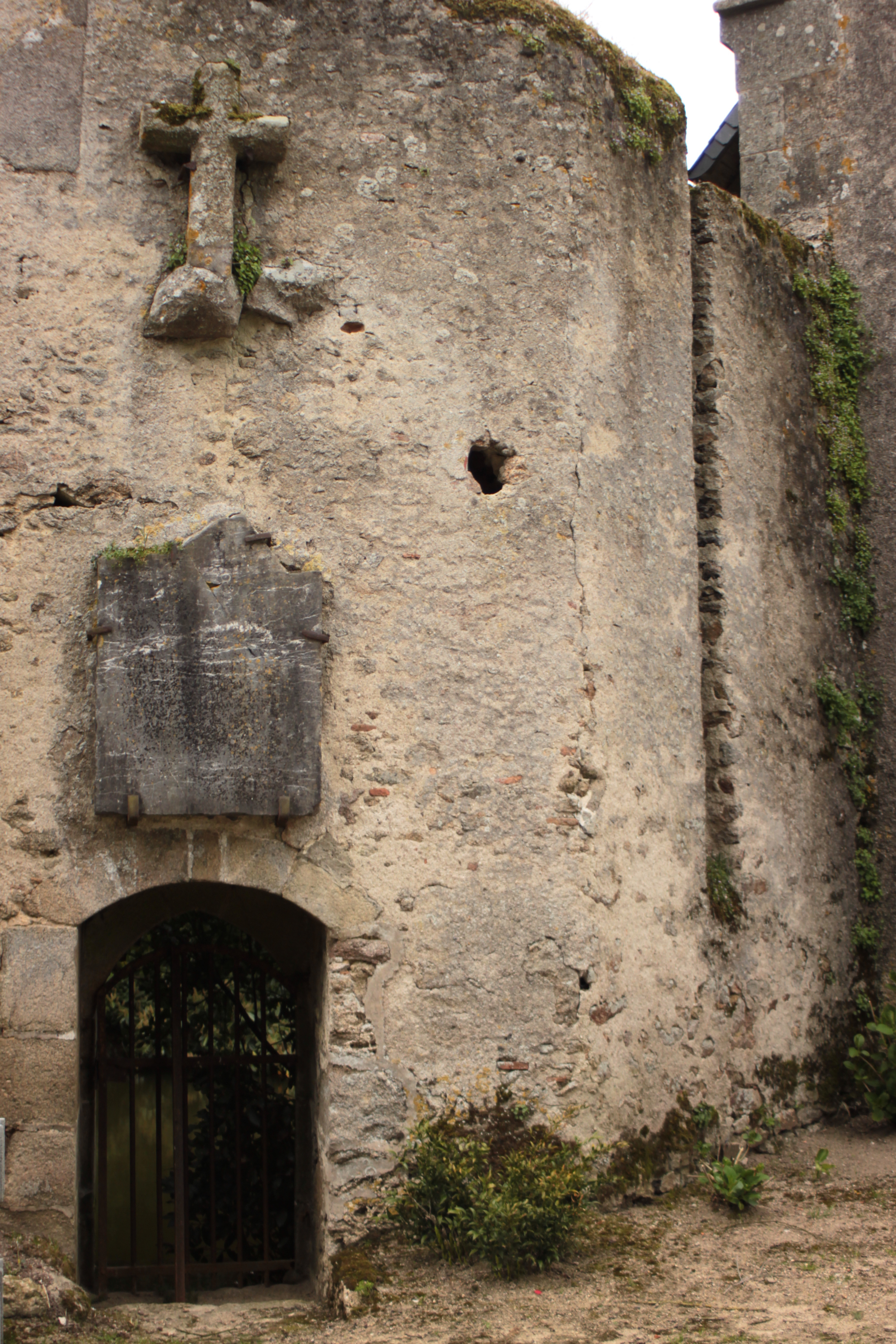
Croix et stèle de l'ancienne chapelle et la poterne.

Les tours
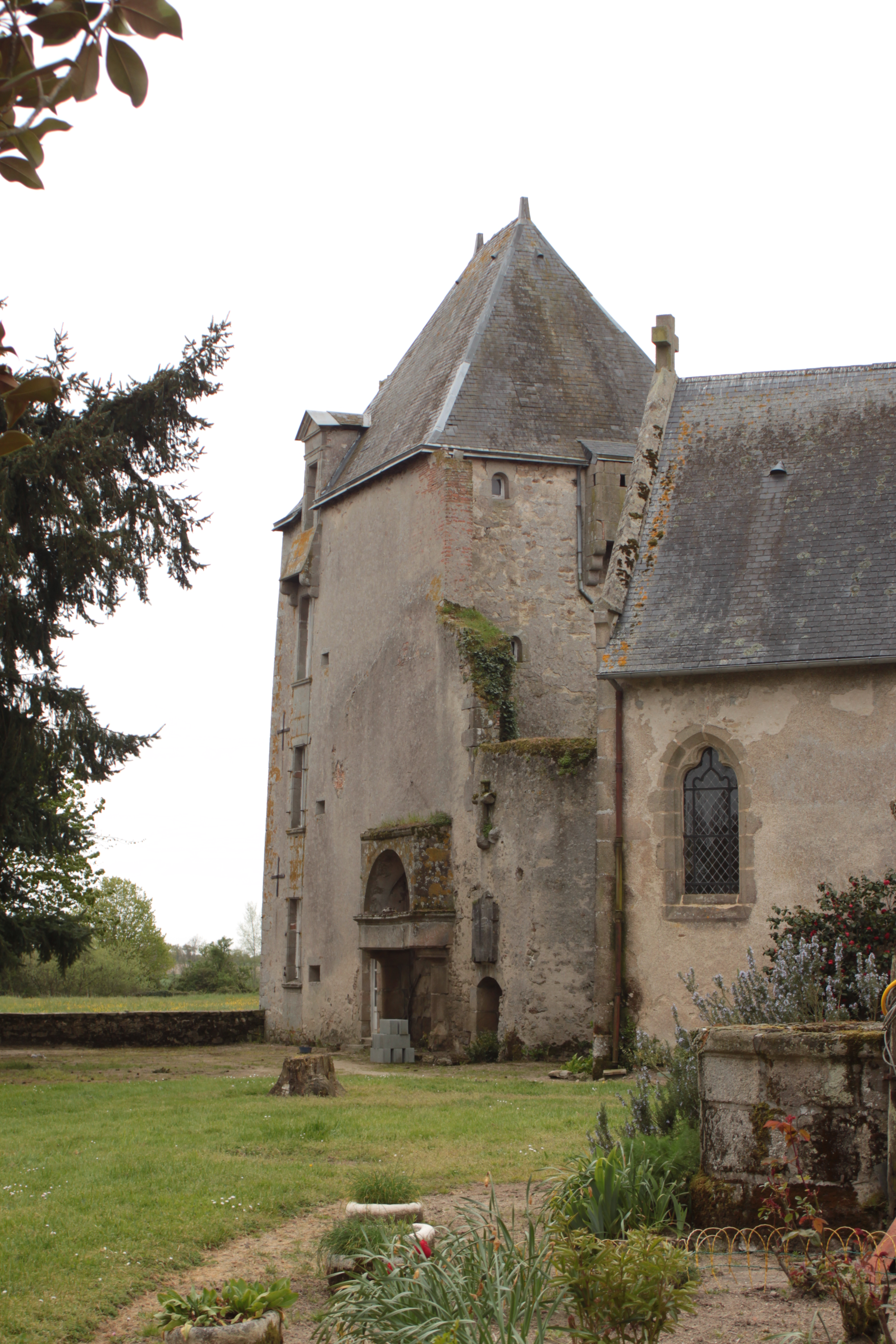
La tour Carrée. À droite, la chapelle.
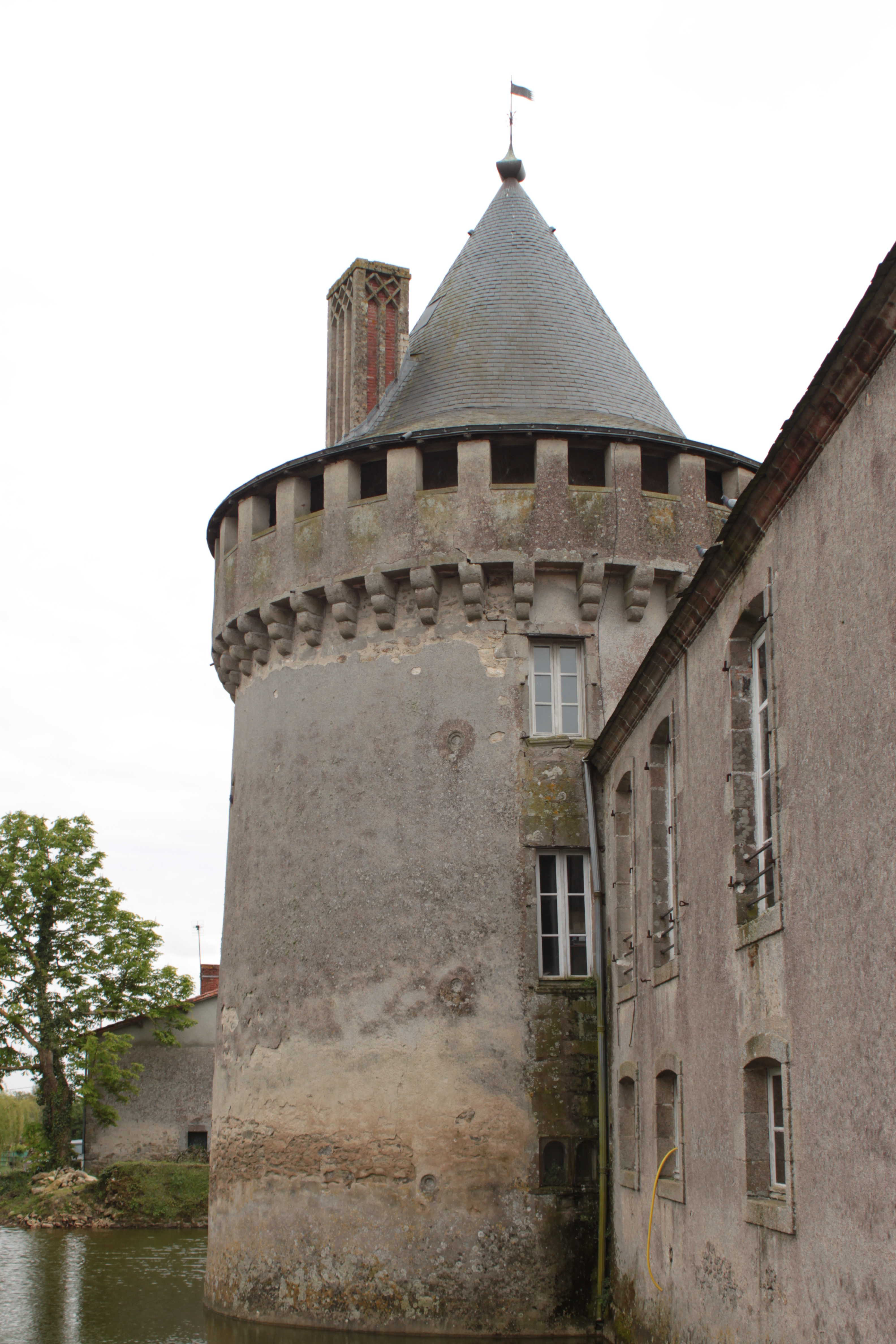
La tour du Guet.
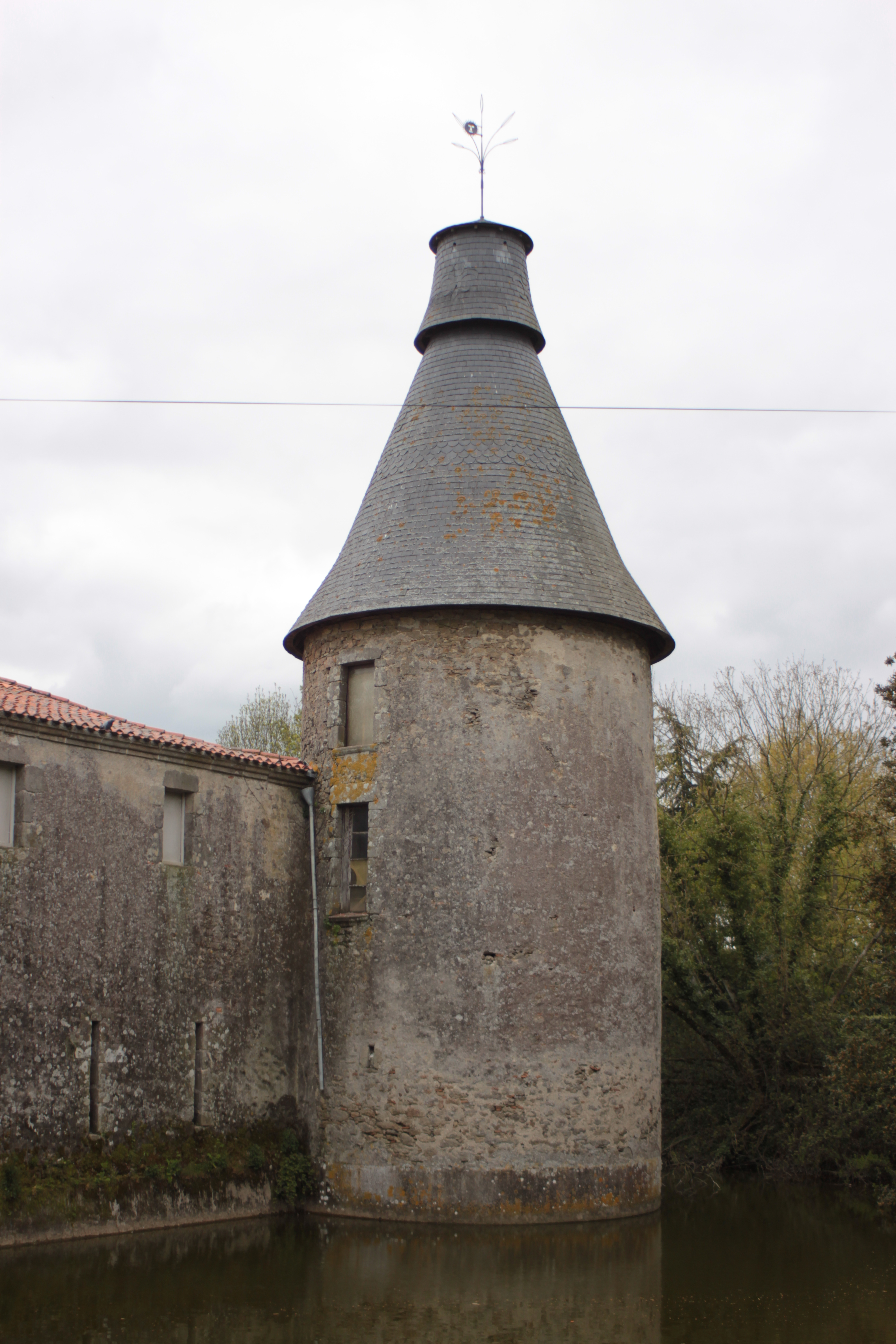
La tour au Chandelier.
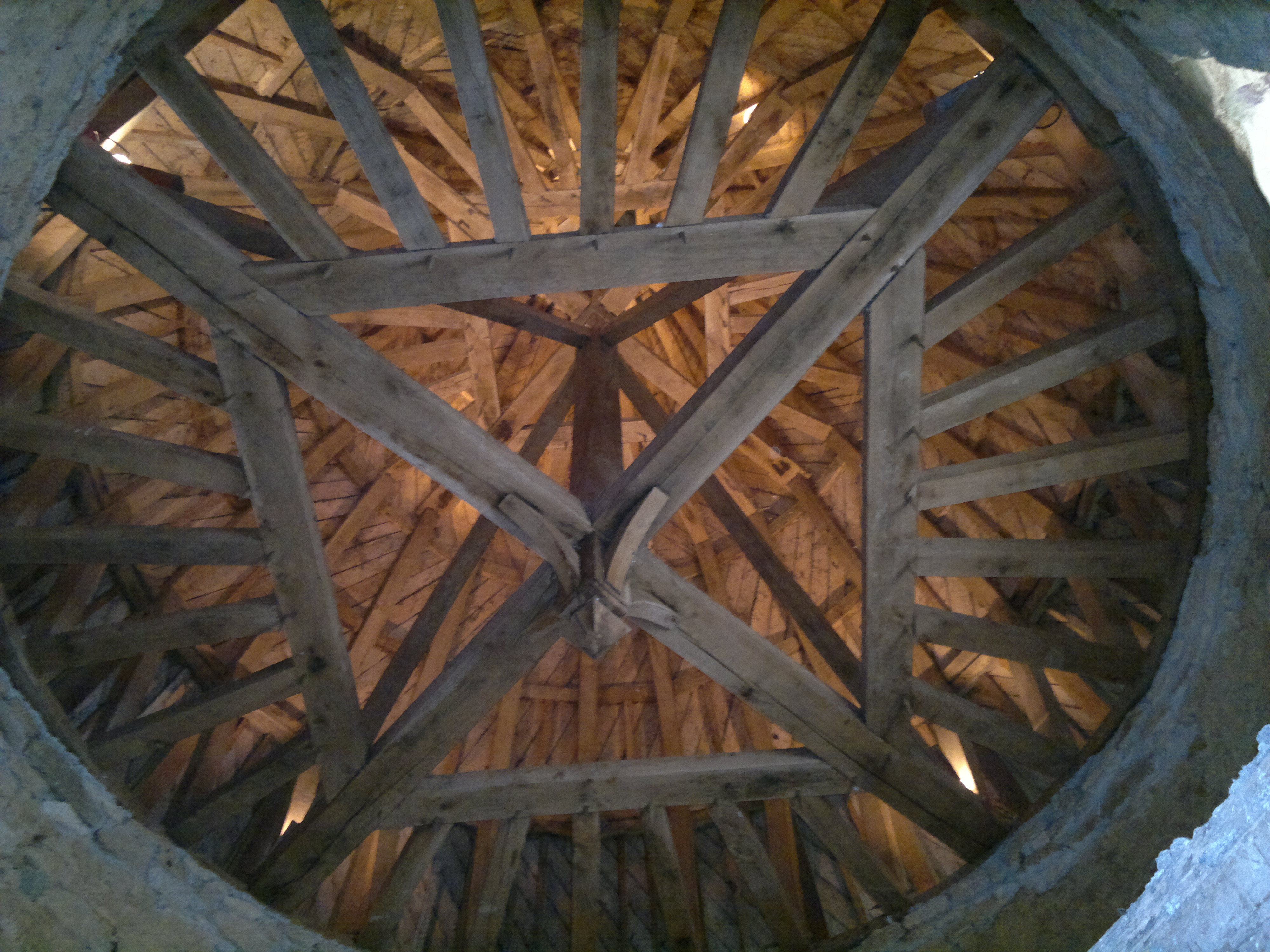
La charpente de la tour au Chandelier.